# Евполід
Евполід (446–411 рік до н. е.) — значний давньогрецький майстер комедії. Представник старої аттичної комедії.

## Життєпис
Народився й прожив усе життя у Афінах. Стосовно особистого життя немає ніяких відомостей.
Є дані, що вперше він взяв участь як комедіограф у 429 році або 428 році до н. е. Всього він написав 14 комедій й 7 разів здобував першу нагороду. Найвідомішими є комедії «Міста», де надавалася шана грецьким містам вірним союзу з Афінами та висміювалися відступники, а також комедія «Деми», де у противагу сучасним демагогам для врятування від бід війни викликалися з потойбіччя видатні політичні діячі минулого — Солон, Мільтіад, Арістід та інші.
Також Евполід у своїх творах жорстко нападав на Аспазію, дружину Перикла, Клеона, Гіпербола, Алківіада, софістів, Сократа. Деякий час він товаришував з Арістофаном й навіть допомагав йому з комедією «Вершники». Втім через деякий час вони посварилися через якесь літературне питання та почали нападати один на одного у своїх творах.